# Kubarivulus
Kubarivulus (Rivulus cylindraceus) är en fiskart som beskrevs av Poey 1860. Kubarivulus ingår i släktet Rivulus och familjen Rivulidae. Inga underarter finns listade i Catalogue of Life.
Arten förekommer i vattendrag i nordvästra Kuba samt på Isla de la Juventud. Den föredrar klara bäckar, floder och insjöar med vattenväxter. Ifall vattendraget blir torrlagt kan äggen överleva några dagar.
Kubarivulus är inte sällsynt och för beståndet är inga hot kända. IUCN kategoriserar arten globalt som livskraftig.